# Ottavio Fanfani
Ottavio Fanfani (Firenze, 22 agosto 1916 – Milano, 14 dicembre 1981) è stato un attore italiano.

## Biografia
Attore teatrale, radiofonico e televisivo, iniziò la carriera alla radio interpretando numerosi ruoli, classici e non, all'interno della compagnia di prosa della Radio di Firenze.
Per la televisione fu fra gli interpreti del programma Il teatro dei ragazzi del 1958, destinato dalla Rai alla fascia pomeridiana della TV dei ragazzi.
Svolse la maggior parte della carriera teatrale dal 1948 al Piccolo Teatro di Milano, dove partecipò ai più importanti spettacoli degli anni cinquanta e sessanta. Dopo aver lasciato la scena alla fine degli anni settanta, si dedicò a tempo pieno all'insegnamento nella scuola dello stesso teatro, dove aveva già iniziato l'attività di docente da oltre un decennio.
Morì nel 1981.

## Vita privata
Fu sposato con l'attrice Nicoletta Ramorino, da cui ebbe la figlia Donatella, doppiatrice.

## Filmografia

### Cinema
- Walter e i suoi cugini, regia di Marino Girolami (1961)
- Svegliati e uccidi, regia di Carlo Lizzani (1966)
- La pacifista, regia di Miklós Jancsó (1971)
- Milano rovente, regia di Umberto Lenzi (1973)
- Revolver, regia di Sergio Sollima (1973)
- Anna, quel particolare piacere, regia di Giuliano Carnimeo (1973)
- Nella città perduta di Sarzana, regia di Luigi Faccini (1980)
- Semmelweis, regia di Gianfranco Bettetini (1980)
- L'alba, regia di Fernando Raffaeli Colla (1981)

### Televisione
- Racconti garibaldini, regia di Gilberto Tofano (1960)
- I nervi, regia di Vito Molinari (1962)
- L'ammiraglio dell'oceano e delle anime, regia di Gianfranco Bettetini (1963)
- Il caso Fuchs, regia di Piero Schivazappa (1966)
- I sette giorni di Garibaldi, regia di Cesare Emilio Gaslini (1967)
- Alfredino, regia di Fulvio Tolusso (1967)
- Il processo di Slansky, regia di Leandro Castellani – miniserie TV (1968)
- La freccia nera, regia di Anton Giulio Majano – miniserie TV (1968)
- Le cinque giornate di Milano, regia di Leandro Castellani – miniserie TV (1970)
- Epitaffio per George Dillon, regia di Fulvio Tolusso, trasmessa sul Secondo Programma il 7 maggio 1971.
- Il bivio, regia di Domenico Campana – miniserie TV (1972)
- Puccini, regia di Sandro Bolchi – miniserie TV (1973)
- ESP, regia di Daniele D'Anza – miniserie TV (1973)
- Accadde a Lisbona, regia di Daniele D'Anza – miniserie TV (1974)
- Il consigliere imperiale, regia di Sandro Bolchi – miniserie TV (1974)
- Marco Visconti, regia di Anton Giulio Majano – miniserie TV (1975)
- Camilla, regia di Sandro Bolchi – miniserie TV (1976)
- Manon, regia di Sandro Bolchi – miniserie TV (1976)
- Paganini, regia di Dante Guardamagna – miniserie TV (1976)
- L'agente segreto, regia di Antonio Calenda – miniserie TV (1978)

## Teatro
- L'opera da tre soldi di Bertolt Brecht, Piccolo Teatro di Milano (1956)
- Coriolano di William Shakespeare, Piccolo Teatro di Milano (1957-1958)
- Epitaffio per George Dillon di John Osborne, Piccolo Teatro di Milano (1977-1967)
- Patatine di contorno di Arnold Wesker, Piccolo Teatro di Milano (1966-1967)

## Radio

### Prosa radiofonica Rai
- La buona fata, commedia di Ferenc Molnár, regia di Umberto Benedetto, trasmessa il 26 marzo 1947.
- Conchiglia, commedia di Sergio Pugliese, regia di Umberto Benedetto, trasmessa il 28 aprile 1947.
- Dentro di noi di Siro Angeli, regia di Umberto Benedetto, trasmessa il 14 giugno 1948.
- Il paese delle vacanze, commedia di Ugo Betti, regia di Umberto Benedetto, trasmessa il 16 agosto 1948.
- I cari inganni, commedia di John Boyton Priestley, regia di Umberto Benedetto, trasmessa il 14 febbraio 1949.
- Buon viaggio, Eccellenza!, radiodramma di Gino Pugnetti, regia id Umberto Benedetto, trasmesso il 26 marzo 1949.
- Aria Nuova di Frederic Lonsdale, regia di Umberto Benedetto, trasmessa il 14 luglio 1949.
- La signora Rosa, commedia di Sabatino Lopez, regia di Umberto Benedetto, trasmessa il 1 maggio 1950.
- La locomotiva, radiodramma di Mario Mattolini, regia di Umberto Benedetto, trasmessa il 21 settembre 1951.
- L'alba dell'ultima sera di Riccardo Bacchelli, regia di Alessandro Brissoni, trasmessa il 19 ottobre 1951.
- Annibale alle porte di Robert Sherwood, regia di Enzo Convalli, trasmessa il 9 gennaio 1956.
- La conchiglia all'orecchio, commedia di Valentino Bompiani, regia di Enzo Ferrieri, trasmessa il 26 marzo 1957.
- L'improvvisazione di Versaglia di Molière, regia di Enzo Ferrieri, trasmessa il 15 giugno 1957.
- Il ponte, radiodramma di Giuseppe Falena, regia di Enzo Convalli, trasmesso il 31 marzo 1959
- Il tacchino dalle gambe di legno di Ugo Liberatore, regia di Mario Ferrero, trasmessa nel 1959.
- La congiura, tragedia di Giorgio Prosperi, regia di Luigi Squarzina, trasmessa il 28 febbraio 1961.
- L'augellin Belvedere, commedia di Carlo Gozzi, regia di Vittorio Sermonti, trasmessa il 15 agosto 1961.
- La moglie provocata, commedia di John Vanbrugh, regia di Vittorio Sermonti, trasmessa il 21 febbraio 1962.
- Cento anni, romanzo di Giuseppe Rovani, regia di Enzo Convalli, trasmesso il 24 marzo 1963.

## Discografia
- Dante - Inferno (Sansoni Accademia Editori, SLI 03, LP) con Tino Buazzelli, Tino Carraro, Giorgio Albertazzi, Davide Montemurri
- Dante - La divina commedia - Paradiso (Nuova Accademia Del Disco, BLI 2005, LP) con Ernesto Calindri, Tino Carraro, Anna Proclemer, Giorgio Albertazzi
- L'epopea del Far-West (voce narrante), long playing annesso all'omonimo volume edito da Mondadori nel 1963